# هوسوکاوا آکیموتو
هوسوکاوا آکیموتو (به ژاپنی: 細川昭元) (تولد ۱۵۴۸-مرگ ۱۵۹۲ یا ۱۶۱۵) یک سامورایی و دایمیو در دوره سنگوکو و دوره آزوچی-مومویاما و همسر دوم اواینو (مرگ ۱۵۸۲) خواهر اودا نوبوناگا و پدر هوسوکاوا موتوکاتسو بود. وی نوزدهمین رهبر یک شعبه از خاندان هوسوکاوا بنام «هوسوکاواکیچو» و همچنین فرماندار (شوگو) ولایت آوا، ولایت ستسو و ولایت تانبا بود. وی پسر هوسوکاوا هاروموتو، سی و چهارمین کانری در شوگون‌سالاری آشیکاگا و مادر وی دختر روکاکو کیدایوری بود.